# Pöhl (Mainleus)

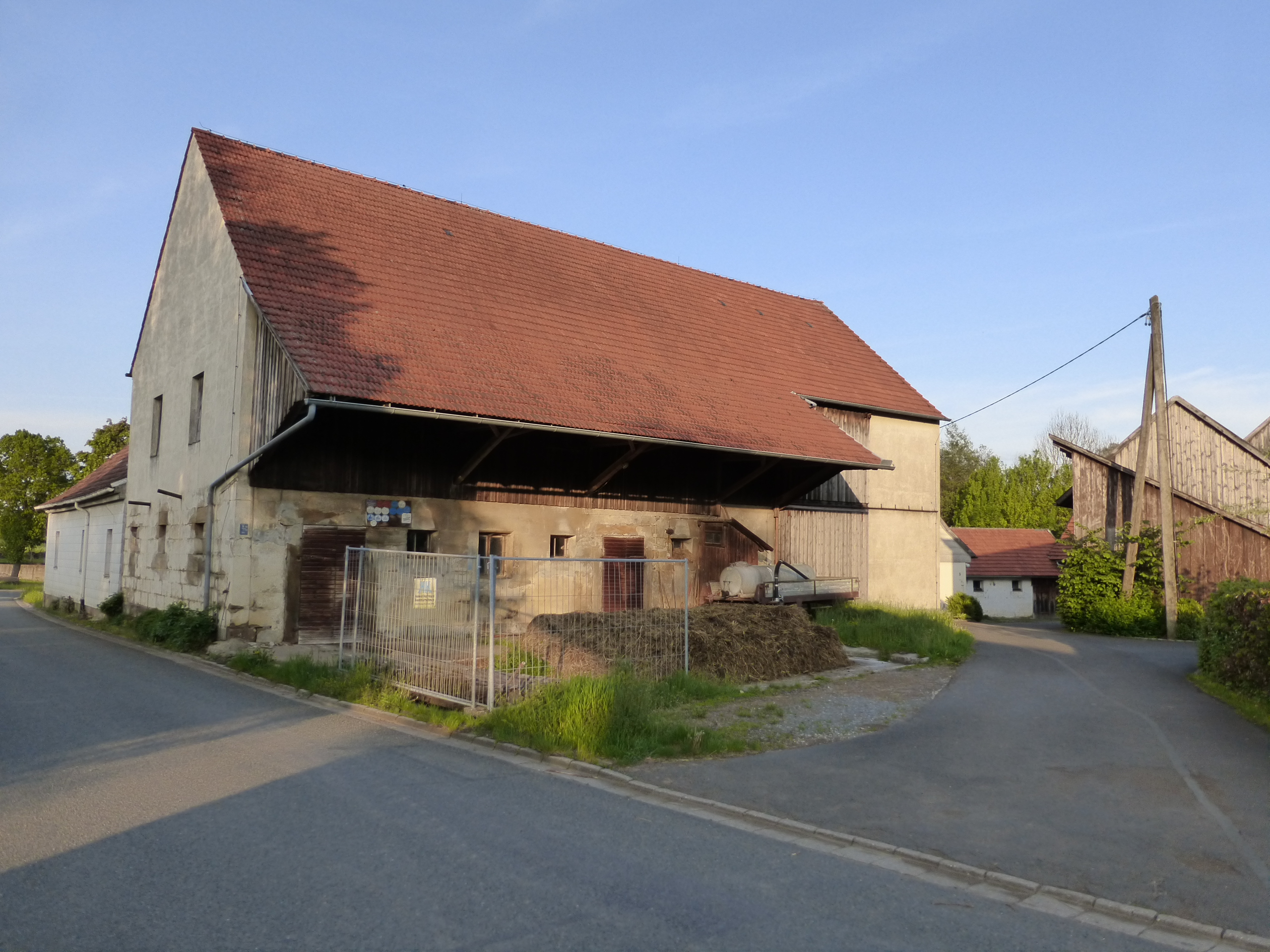
Dreiseithof und Wohnstallhaus

Pöhl (oberfränkisch: Bühl)  ist ein Gemeindeteil des Marktes Mainleus im Landkreis Kulmbach (Oberfranken, Bayern). Pöhl liegt in der Gemarkung Wüstendorf.

## Geografie
Der Weiler liegt am oberen Lauf des Wüstendorfer Baches, eines Fließgewässers, das zum Flusssystem des Mains gehört. Eine Gemeindeverbindungsstraße führt nach Wüstendorf (0,4 km südöstlich) bzw. nach Buchau zur Kreisstraße KU 4 (1 km nördlich).

## Geschichte
Der Ort wurde 1326/28 als „Puhel“ erstmals urkundlich erwähnt. Zu dieser Zeit hatte das Hochstift Bamberg zwei Lehen im Ort, die dem Kloster Michelsberg aufgetragen waren. Der Ortsname bedeutet Hügel.
Bis zur Gebietsreform in Bayern war Pöhl ein Gemeindeteil der Gemeinde Geutenreuth im Altlandkreis Lichtenfels. Die Gemeinde hatte 1961 insgesamt 468 Einwohner, davon 23 in Pöhl. Als die Gemeinde Geutenreuth zu Beginn der Gebietsreform am 31. Dezember 1971 aufgelöst wurde, wurde Pöhl zu einem Gemeindeteil des Marktes Mainleus, während der Gemeindehauptort Geutenreuth in die Stadt Weismain eingemeindet wurde.

## Baudenkmäler
Baudenkmäler sind zwei Wohnstallhäuser und ein Dreiseithof.